# オカダマニラ
オカダマニラ（OKADA MANILA）は、フィリピンのマニラ首都圏パラニャーケにある高級カジノホテル・IR施設である。
施設としては、客室数全993室。カジノテーブル500、スロットマシン3000、レストラン41、ショッピング75、その他噴水THE FOUNTAIN、ナイトクラブ、フィットネスクラブ、スパ等を備えている。
オカダマニラを創業したユニバーサルエンターテインメント会長の岡田和生は、2012年にウィン・リゾーツのSteve Wynnと協業したラスベガスとマカオのカジノホテル経営を経て、2016年12月、世界で初めて日本人が単独オーナーとなって経営するカジノホテルを建設、プレオープン。
2017年3月にグランドオープンとなった。
そのため、岡田和生の名字をとって「オカダマニラ」となり、日本人の名前の付くカジノホテルも世界唯一である。
ブルジュ・ハリファ（Burj Khalifa）の「ドバイ・ファウンテン」、ベラージオ・ラスベガス（Bellagio Las Vegas）の「ファウンテン・オブ・ベラージオ」に匹敵する噴水ショーは毎日開催されており、世界中で有名となっている。

## 沿革
- 2016年12月20日 - オカダマニラ開業
- 2017年3月 - グランドオープン

## 設備
- エンターテイメント
  - THE FOUNTAIN OKADA MANILA
  - Crystal Corridor
- レストラン
  - 和食割烹今村 和食
  - 銀座長岡 和食
  - 高麗 朝鮮料理
  - MEDLEY BUFFET
  - CATCH BY THE BAY
  - LA PIAZZA
  - ロビーラウンジ
  - オカダラウンジ
  - ザ・コーラルラウンジ
  - YU LEI 中国料理
  - 炎舞  鉄板焼
  - SPORTS BOOK BAR
  - KIAPO
- クラブ
  - COVE MANILA
- ショッピングアーケード
  - ザ・ギフト・ブティック、Les Fleursなど。
- フィットネスクラブ

その他、お子様用のプレイランド「Kid’s Club PLAY」等